# 佐々木拓真
佐々木 拓真（ささき たくま、1月3日 - ）は、日本の男性声優。北海道出身。賢プロダクション所属。

## 略歴
スクールデュオ15期生。

## 人物
趣味はゲームで、FPSを中心に色々なゲームをしている。人一倍食べる事が好きで主に海産物を好んで食べ歩いている。

## 出演
太字はメインキャラクター。

### テレビアニメ
2014年
- パックワールド（2014年 - 2015年、宇宙人、サイクロプスA、ゴーストパイレーツ、警官、ゴースト転校生 他）

2015年
- うしおととら（法力僧H、法力僧B、係員）

2016年
- アイカツスターズ!（2016年 - 2017年、カメラマン、案内人、店員、スタッフ、客 他）
- ジョーカー・ゲーム（幼年学校生徒）
- 甘々と稲妻（TV音声）
- パズドラクロス（SDF隊員、オペレーター）
- 境界のRINNE（男子C）
- ドリフターズ（エルフ）

2017年
- デュエル・マスターズ（2017年 - 2022年、少年C、パーリ騎士 / パッパラパーリ騎士、Theラー漢、松下ハカセ） - 6シリーズ
- エロマンガ先生（アナウンサー）
- ドリフェス!R（パラサタ・ディレクター、編集者、ツヨシ）
- いぬやしき（山本、サラリーマン、男子生徒、生徒）
- おそ松さん（タックン）
- 僕の彼女がマジメ過ぎるしょびっちな件（男子生徒）
- 銀魂.（寺門通親衛隊C、記者A）
- Dies irae（クラブの男）

2018年
- ラーメン大好き小泉さん（男子A、男子D）
- BEATLESS（男、真宮防の職員、オペレーター、HOO、広告代理店役員〈中枢H〉他）
- ヴァイオレット・エヴァーガーデン（エール・コスター、海軍士官候補生）
- レイトン ミステリー探偵社 〜カトリーのナゾトキファイル〜（市場の人、警官）
- アイカツフレンズ!（スタッフ、支配人）
- Back Street Girls -ゴクドルズ-（組員C）
- ポチっと発明 ピカちんキット（2018年 - 2019年、指動千斎、工作員）

2019年
- カードファイト!! ヴァンガード（2019年 - 2020年、先輩A / 先輩、潮騒の水将 アルゴス） - 3シリーズ
- ファンタシースターオンライン2 エピソード・オラクル（アークス）
- 厨病激発ボーイ（サッカー部部長）

2020年
- 映像研には手を出すな!（炭水化物革命研男子、スタッフ）
- まえせつ!（お客）

2021年
- ゲキドル（観客）
- ドラえもん（テレビ朝日版第2期）（2021年 - 2022年、CM、ゲーム内音声、サラリーマン）
- 名探偵コナン（2021年 - 2023年、刑事、隊員）

2023年
- おしりたんてい（キリン村）
- ビックリメン（リーマンC）
- デュエル・マスターズ WIN 決闘学園編（パーリ騎士）

2024年
- 佐々木とピーちゃん（後輩）
- マッシュル-MASHLE- 神覚者候補選抜試験編（ルブラン・ラッセル）

2025年
- ニンジャラ（シャドーニンジャ）
- 鬼人幻燈抄（猿の化生）

### 劇場アニメ
- 劇場版 弱虫ペダル（2015年、観客）
- 映画 ヒーリングっど♥プリキュア ゆめのまちでキュン!っとGoGo!大変身!!（2021年、街の人々）

### Webアニメ
- TIGER & BUNNY 2（2022年、イベントスタッフ）

### ゲーム
2015年
- エルソード
- グランキングダム
- ピクボイス
- ファンタジードライブ

2016年
- ウィッチャー3 ワイルドハント - 血塗られた美酒
- ガンダムブレイカー3
- コール オブ デューティ インフィニット・ウォーフェア（トッド・カシマ）
- 宿星のディストピア
- 進撃の巨人
- ソードアート・オンライン ホロウリアリゼーション
- デッドライジング4

2017年
- GRAVITY DAZE 2/重力的眩暈完結編:上層への帰還の果て、彼女の内宇宙に収斂した選択
- 神式一閃 カムライトライブ
- ファイアーエムブレム Echoes もうひとりの英雄王（ボーイ）
- ファイアーエムブレム ヒーローズ（ボーイ）
- マインクラフト:ストーリーモード シーズン2（ルーカス、管理者 他）

2019年
- ワールドフリッパー（ジン、ケイロス）

2021年
- BALAN WONDERWORLD（ハオユー・チャン）

2022年
- 刀剣乱舞無双（細川忠興、豊臣秀頼）

2023年
- アーマード・コアVI ファイアーズオブルビコン（インビンシブル・ラミー 他）

2024年
- ゼルダの伝説 知恵のかりもの

### ドラマCD
- マーカライト・ブルー（薬草学先生）
- コノ恋落チルベカラズ vol.4
- 不機嫌イトコがかわい過ぎて仕方ないside直樹（2023年、金井）

### 吹き替え

#### 映画
- アレックス・ストレンジラブ（ジョシュ〈フレド・ヘッチンガー〉）
- エブリバディ・ウォンツ・サム!! 世界はボクらの手の中に（ブラムリー）
- ザ・ストーム
- 3人のキリスト（フランシスコ）
- 史上最悪の学園生活（ミラー）
- シリアスマン
- スノーホワイト/氷の王国
- ヒットマンズ・ボディガード（アシモフ）
- ビバリーヒルズ・コップ
- VR ミッション:25（アダム）
- フィフス・ウェイブ（ダンボ）
- ヴェノム:レット・ゼア・ビー・カーネイジ[11]
- 僕のワンダフル・ジャーニー（男性司会者[12]）
- ポップ・ガン（パパ）
- ボルケーノ・アルマゲドン（ヴィンス）
- マークとラッセルのワイルド・ライド
- ラン・スルー・ザ・ナイト
- ロケットマン（レイ・ウィリアムズ〈チャーリー・ロウ〉）
- ワイルド・スピード/スーパーコンボ（CIA1[13]）
- ワンダーウーマン 1984（カール〈エド・バーチ〉[14]）

#### ドラマ
- Xカンパニー 戦火のスパイたち シーズン2
- 仮面（オ・チャンス）
- 雲が描いた月明り（ドッコ）
- ザ・ウィドウ 〜真実を求めて〜
- シカゴ P.D.（ジャスティン）
- ストレンジャー・シングス（トミー）
- 超ゲーマー伝説 ぼくらの裏ワザ青春白書（ウェンデル〈マレー・ワイアット・ランダス〉）
- デアデビル シーズン2
- デビアスなメイドたち4
- トランスペアレント3
- ハイスクール・ニンジャ
- パトリオット 〜特命諜報員 ジョン・タヴナー〜（ローレンス、ロン）
- バリー
- またの名をグレイス（看守）
- Misfits/ミスフィッツ-俺たちエスパー!
- 恋愛後遺症（アンガス）

#### アニメ
- アダムス・ファミリー
- ジェシーとネシーのなんでかな?（ミスターバルーン、ブロック）
- スカイランダーズ・アカデミー（ブロッコリーガイ）
- スマーフ（クラムジー[15]）
- ソニックプライム
- デンジャーマウス（ジョン、イアン、パンダミニオン、ブルネル）
- トランスフォーマー アドベンチャー -マイクロンの章-（アクシオン）
- ヒルダの冒険（アルファー）
- ボージャック・ホースマン
- ミラキュラス レディバグ&シャノワール（マーク・アンシエル）

#### 人形劇
- フラグルロック（ゴーボー・フラグル）※Apple TV版

### ボイスオーバー
- MTV Warld Stage
- 怪物魚を追え!ザ・ベスト EP4
- 気象ミステリーS3
- 潜水艦
- 地球ドラマチック 忙しすぎる家族
- 地球ドラマチック 十代の秘密
- 脳トリック
- BS世界のドキュメンタリー ベストチーム

### シリーズ一覧
1. ↑  【デュエル・マスターズ（2017年版）】

第1期（2017年 - 2018年）、第2期『デュエル・マスターズ！』（2018年 - 2019年）、第3期『デュエル・マスターズ!!』（2019年 - 2020年）

【デュエル・マスターズ キング】

第1期（2020年 - 2021年）、第2期『キング！』（2021年 - 2022年）、第3期『キングMAX』（2022年）
2. ↑  中・高校生編（2019年）、続・高校生編（2019年）、『外伝 イフ-if-』（2020年）